# 佩雷兹·拉维
佩雷兹·拉维（希伯來語：‎，1949年2月19日—）是一位心理生理学家，主攻睡眠障碍，曾任以色列理工学院校长，主要科普作品有《睡眠之谜——一个魔幻的世界》（The Enchanted World of Sleep）等。